# Roger Shattuck
Roger Whitney Shattuck (* 20. August 1923 in New York; † 8. Dezember 2005 in Lincoln, Vermont) war ein amerikanischer Literaturwissenschaftler.
Shattuck studierte an der Yale University und an der Harvard University. Er lehrte an der University of Texas sowie an den Universitäten Virginia und Dakar, Senegal. Er war Mitbegründer der Association of Literary Scholars, Critics, and Writers. 1990 wurde er in die American Academy of Arts and Sciences gewählt.
Zu seinen bedeutendsten Arbeiten gehört die kulturgeschichtliche Erforschung der Belle Epoque (The Banquet Years). Große Beachtung fand in Deutschland seine Kulturgeschichte des Tabus.

## Werke
- The Banquet Years: The Origins of the Avant-Garde in France, 1885 to World War I (1955)
- Proust's Binoculars (1963)
- Half Tame (1964)
- Proust (Fontana Modern Masters, 1974)
- Marcel Proust (1975) [ausgezeichnet mit dem National Book Award 1975]
- The Forbidden Experiment: The Story of the Wild Boy of Aveyron (1980)
- The Innocent Eye: On Modern Literature & the Arts (1984)
- Forbidden Knowledge: From Prometheus to Pornography (1994)
- Candor and Perversion: Literature, Education, and the Arts (1998)
- Proust's Way: A Field Guide to 'In Search of Lost Time (2000)
- Au sueil de la 'Pataphysique: Definitions in 7 languages (Edition du Collège de 'Pataphysique, Paris 1963)